# Krzewinka

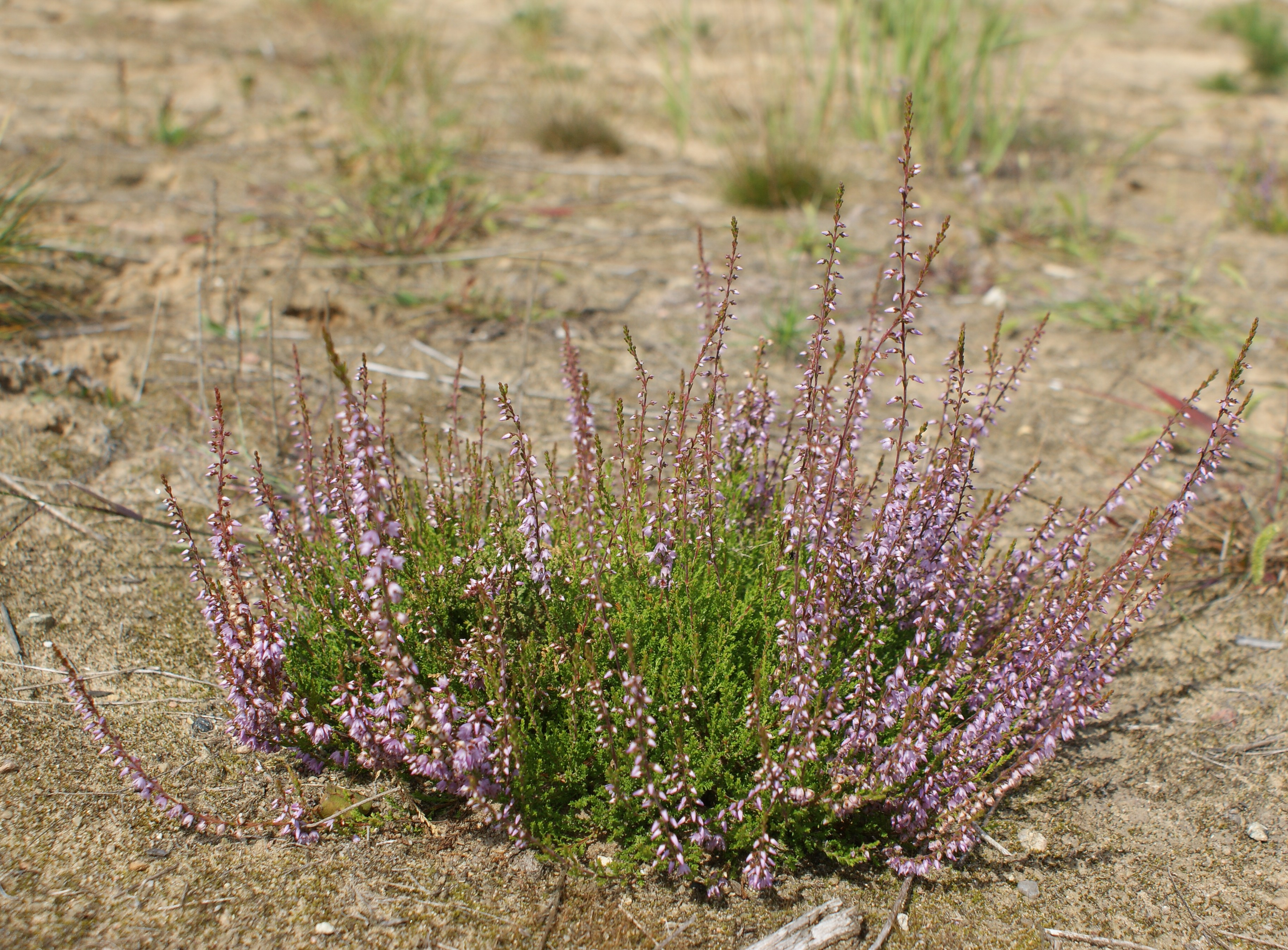
Wrzos zwyczajny

Krzewinka (łac. fruticulus) – niskie, osiągające do 50–60 cm krzewy, często pokładające się i płożące. Płożąc się i krzaczasto rozkrzewiając tworzą często zwartą darń. Krzewinki rosnące nisko przy ziemi, o pędach do niej przylegających i bardzo małej wysokości nazywane są krzewinkami szpalerowymi. Rośliny takie są charakterystyczne dla warunków wysokogórskich i tundry. W klasyfikacji Raunkiæra krzewinki zaliczane są do chamefitów.
Do krzewinek należą np.: barwinek pospolity, borówka brusznica, mącznica lekarska, wrzos zwyczajny.